# El somni de Hollywood
El somni de Hollywood (títol original en anglès, Hollywood Shuffle) és unapel·lícula de comèdia satírica estatunidenca del 1987 sobre els estereotips racials dels afroamericans al cinema i la televisió. La pel·lícula fa un seguiment dels intents de Bobby Taylor per convertir-se en un actor d'èxit i dels obstacles mentals i externs que troba, representats a través d'una sèrie de vinyetes i fantasies intercalades. Produïda, dirigida i coescrita per Robert Townsend, la pel·lícula és semi-autobiogràfica i reflecteix les experiències de Townsend com a actor negre quan se li va dir que no era "prou negre" per a determinats papers. Ha estat doblada al català.

## Argument
Bobby Taylor és un jove negre que aspira a ser actor. El seu germà petit Stevie el veu preparar-se per a una audició per a un paper a Jivetime Jimmy's Revenge, una pel·lícula sobre bandes de carrer que està tan plena d'estereotips que els actors negres de pell clara que fan una audició són interpretats com a llatins membres de la banda i han de parlar castellà amb accent de dibuixos animats. L'àvia d'en Bobby escolta la "jive talk" de les línies de Bobby i expressa la seva desaprovació. La seva mare li dóna més suport, però l'àvia de Bobby diu que si desitja una feina respectable, hi ha feina honesta a l'oficina de correus. Bobby li assegura a la seva mare que si aconsegueix el paper, les seves vides canviaran a millor.
Després de l'audició, Bobby parla amb el Sr. Jones, que qüestiona la dedicació d'en Bobby al seu treball al restaurant de Jones, Winky Dinky Dog, perquè Bobby sovint perd la feina perquè pugui assistir a audicions i trucades de càsting. Arriba una limusina, i el seu passatger és B. B. Sanders, un famós actor que interpreta un personatge estereotipat de comèdia negra, Batty Boy, a la popular sèrie de televisió There's a Bat in My House. Entusiasmat per conèixer un model potencial, Bobby li pregunta a Sanders com determinar si val la pena assumir un paper. Sanders diu que si el personatge de Bobby no mor, llavors "és un bon guió". Li diu a Bobby que actuar no es tracta d'art, sinó de guanyar diners amb seqüeles, marxandatge, etc.
L'agent de Bobby truca per dir-li que la seva audició va anar bé, i va rebre una callback, però els productors volen un "tipus Eddie Murphy". Aquella nit, té un malson en què el director, escriptor i director de càsting el persegueixen per convertir-lo en Eddie Murphy. Esperant en línia amb un grup de clons d'Eddie Murphy, Bobby també comença a convertir-se en Eddie Murphy, i després es desperta en estat de xoc.
L'endemà, els companys de feina d'en Bobby, Donald i Tiny, li diuen que mai tindrà èxit com a actor, així que Bobby deixa Winky Dinky Dog. Més tard aquella nit, visita el seu oncle Ray, un cantant que va renunciar a l'oportunitat de ser l'estrellat per agafar una feina "real" i mantenir la seva família. Bobby expressa dubtes sobre seguir actuant, però Ray anima en Bobby a seguir els seus somnis. Durant la seva trucada, el director, l'escriptor i el director de càsting estan encantats amb l'actuació de Bobby, i obté el paper principal.
Després d'aconseguir el paper, Bobby comença a experimentar atacs de consciència que es manifesten com a somnis basats en el que diuen o fan les persones al seu voltant, inclòs un ("Black Acting School") on els entrenadors blancs ensenyen als intèrprets negres com actuar "més negres" i un ("Sneaking Into the Movies") on dos joves negres accedeixen a un cinema sense pagar i revisen pel·lícules que falten títols populars a la "'At the Movies' , incloent Amadeus Meets Salieri, Chicago Jones and the Temple of Doom, Dirty Larry i Attack of the Street Pimps.
A casa, en Bobby està de celebració amb la seva xicota Lydia quan arriba la seva àvia. Tots tres veuen una pel·lícula negra, que fa que en Bobby fantasiegi amb interpretar el protagonista de la seva pròpia pel·lícula negra, Death of a Breakdancer. Aquella nit, en Bobby somia amb els papers que vol interpretar, des d'un rei Shakespearià fins a un superheroi negre, passant per una versió negra de Rambo ("Rambro"). El seu darrer somni el representa guanyant el seu cinquè Oscar. L'endemà, Bobby comença a filmar Jivetime Jimmy's Revenge amb la seva família. La seva culpa per interpretar un personatge estereotipat finalment l'aclapara, i Bobby abandona. Un altre membre del repartiment que anteriorment es va queixar de la pel·lícula estereotipada hipòcritament es fa càrrec del paper de Bobby, però Bobby i la seva família abandonen el plató amb el seu orgull intacte.
A l'escena final, Bobby està completant els preparatius en un plató diferent per a una escena davant la càmera que està a punt de començar. En un ressò de l'admonició anterior de la seva àvia, Hollywood Shuffle acaba amb Bobby filmant un PSA de televisió per al Servei Postal dels EUA.

## Repartiment
- Robert Townsend com a Bobby Taylor, un jove aspirant a actor negre que somia a fer-ho gran a Hollywood. Townsend també va ser el productor, director i coguionista de la pel·lícula. Entre els personatges apareixen Townsend com a les seves vinyetes de somni despert hi ha Jasper, el majordom a "Black Acting School"; Speed, el crític de cinema a "Sneaking into the Movies"; Sam Ace, l'investigador privat a Death of a Breakdancer; i Rambro, l'heroi de guerra negre semblant a Rambo en el somni de Bobby sobre guanyar un Oscar.
- Anne-Marie Johnson com a Lydia, la xicota d'en Bobby que continua donant suport fins i tot quan comença a qüestionar la seva elecció de carrera. També apareix al segment "Black Acting School" com a esclava fugitiva Willie Mae i com a prostituta al clip "Sneaking into the Movies" de "Attack of the Street Pimps".
- Craigus R. Johnson com a Stevie Taylor, el germà petit de Bobby Taylor que admira Bobby i la seva carrera com a actor.
- Helen Martin com l'àvia de Bobby. Desaprova la voluntat de Bobby de representar estereotips negres degradants.
- Starletta DuPois com la mare de Bobby. Li dóna suport a Bobby tot i que està d'acord amb l'àvia de Bobby que els papers degradants serveixen com a exemples pobres per als joves negres.
- David McKnight com l'oncle Ray. Antic cantant, ara treballa en una barberia. Bobby arriba a Ray amb els seus dubtes sobre la seva carrera com a actor. Ray serveix de llum guia, dient a Bobby que segueixi els seus somnis.
- Keenen Ivory Wayans com a Donald, el company de feina de Bobby a Winky Dinky Dog. Desanima a Bobby d'actuar i pensa que Bobby no arribarà a Hollywood. Wayans també interpreta Jheri Curl a Death of a Breakdancer.
- Lou B. Washington com a Tiny, un altre dels companys de feina de Bobby que el desanima d'actuar.
- Brad Sanders com a B. B. Sanders/Batty Boy, l'estrella rica i cínica de la sèrie de televisió There's a Bat in My House.
- John Witherspoon com el Sr. Jones, el cap de Bobby a Winky Dinky Dog. Fa tot el possible per mantenir en Bobby un empleat estable, però s'exaspera per la necessitat constant de Bobby d'assistir a les audicions.
- Eugene Robert Glazer com a director, el director de Jivetime Jimmy's Revenge. També apareix al segment "Black Acting School" com a instructor, com Amadeus a "Amadeus Meets Salieri", com Chicago Jones a "Chicago Jones and the Temple of Doom" i com a Larry a "Dirty Larry". .
- Lisa Mende com a directora de càsting, la directora de càsting de Jivetime Jimmy's Revenge que constantment exigeix "més negre" als actors.
- Dom Irrera com a escriptor, l'escriptor de Jivetime Jimmy's Revenge que admet en una cançó de rap al final de la pel·lícula que tot el que sap sobre els afroamericans ho va aprendre de pel·lícules i televisió.
- The Hollywood Shuffle Players com a diversos membres del repartiment. Mentre Bobby somia despert, diversos actors apareixen a les vinyetes diverses vegades, com Conni Marie Brazelton, Sena Ayn Black, Jesse Aragon, Verda Bridges, Grand L. Bush i Damon Wayans.

## Producció
Townsend va finançar la pel·lícula ell mateix utilitzant els seus propis estalvis i múltiples sol·licituds de targetes de crèdit aprovades prèviament, recaptant entre 60.000 i 100.000 dòlars. La pel·lícula es va rodar durant més de dos i mig any, amb dotze dies de rodatge. Townsend llogaria equip de càmera el dijous, diu que estaven filmant divendres i retornava l'equip el dilluns, obtenint tres dies de rodatge pel cost d'un. Los Angeles Times va dir que la pel·lícula va costar "menys d'1 milió de dòlars" i més tard va dir que va costar 400.000 dòlars.

## Recepció

### Resposta crítica
La pel·lícula va tenir una bona acollida en general. A l'agregador de ressenyes Rotten Tomatoes el 88% de les 32 ressenyes van ser positives, amb una valoració mitjana de 6,5 sobre 10. A Metacritic té una puntuació mitjana ponderada del 74% basada en les ressenyes de 14 crítics, indicant "crítiques generalment favorables".
Roger Ebert del Chicago Sun-Times va anomenar la pel·lícula "un compromís artístic però un triomf logístic, anunciant l'arribada d'un nou talent la propera pel·lícula del qual hauria de ser realment alguna cosa." Richard Harrington de The Washington Post anomena la pel·lícula "una pel·lícula divertida, commovedora i tècnicament competent."
La pel·lícula ha estat criticada pel seu ús d'estereotips sobre dones i homosexuals. Jami Bernard del New York Post afirma que Townsend s'està "passant la pilota", abordant la tergiversació dels negres estatunidencs, però mantenint els estereotips d'altres grups de persones, com ara la imatge estereotipada del perruquer homosexual. Harriet Margolis afirma que "Townsend ignora els problemes de gènere, debilitant així certs aspectes del seu propi atac a l'ús indegut dels estereotips per part de Hollywood."
L'any 2023 Townsend va dir: "Mai he volgut fer mal a ningú ni a res […] només estàvem sent comediants fent qualsevol broma que estigués sobre la taula", però amb la retrospectiva hi havia certes bromes que ara no faria.

### Reconeixements
Festival de Cinema Americà de Deauville de 1987
- Gran Premi Especial (Premi de la Crítica) - Robert Townsend (guanyador)

3rs Premis Independent Spirit
- Millor primera pel·lícula: Carl Craig, Robert Townsend (Nominat)

## Mitjans domèstics
El 28 de febrer de 2023, The Criterion Collection va publicar una edició en Blu-ray restaurada de Hollywood Shuffle amb nous comentaris d'àudio de Townsend.